# Theodoricus Hezius
Theodoricus Hezius, oorspronkelijk Dirk van Heeze genaamd (Heeze, ± 1485 - Luik, 1555), was een pauselijk adviseur en inquisiteur. Hij was de oom van Nicasius van Heeze, een van de martelaren van Gorcum.

## Biografische schets
Hij studeerde aan de Universiteit van Leuven, waar hij Adrianus Florisz Boeyens leerde kennen, de latere paus Adrianus VI. Dirk werd vertrouweling van Adrianus, zowel in zijn functie als raadsheer van keizer Karel V als, vanaf 1522, in zijn functie als paus. Hij heeft daar onder andere brieven geredigeerd aan Erasmus, met de vraag aan hem om naar Rome te komen teneinde Luther te bestrijden.
Na de dood van Adrianus VI in 1523 vertrok Dirk van Heeze in 1525 naar Luik, waar hij sinds 1524 een prebende bij het kapittel van de Sint-Lambertuskathedraal genoot. Van daaruit trad hij vanaf 1529 ook op als inquisiteur, onder andere in Maastricht en Aken. In deze laatste stad was hij nog in 1550 als bestrijder van de ketterij actief.
In 1545 was hij een van de opstellers van het algemeen edict tegen de ketterij. Hezius stierf in 1555.

## Het verraad van Hezius
Namens paus Clemens VII werd Hezius naar Leuven gezonden om de tegenstanders van Erasmus te beteugelen, die vooral aan de Universiteit van Leuven te vinden waren. Eenmaal daar, koos hij juist de zijde van de tegenstanders van Erasmus. Dit wordt wel het 'Verraad van Hezius' genoemd. Hezius bewerkstelligde dat enkele werken van Erasmus op de Index kwamen, en begon in 1530 een zuiveringsactie tegen het gebruik van Erasmus' boeken op scholen. Zo bestreed hij nu de door hem ooit zo bewonderde humanist.